# USS Lafayette (FFG-65)
La USS Lafayette (FFG-65) será una de las fragatas de la clase Constellation de la Armada de los Estados Unidos. El cuarto barco de la Marina de los Estados Unidos que lleva este nombre, será construido por Marinette Marine, una subsidiaria de Fincantieri, con una fecha prevista de finalización en algún lugar de 2029. La fragata lleva el nombre de Gilbert du Motier, marqués de Lafayette, una heroína francesa de la Guerra de Independencia de los Estados Unidos y su nombre fue anunciado el 29 de junio de 2023 por el Secretario de Marina Carlos del Toro cuando visitó París.